# Campeonato Mundial de Atletismo en Pista Cubierta de 2016
El XVI Campeonato Mundial de Atletismo en Pista Cubierta se celebró en Portland (Estados Unidos) entre el 17 y el 20 de marzo de 2016 bajo la organización de la Asociación Internacional de Federaciones de Atletismo y la Federación Estadounidense de Atletismo (USATF).
Las competiciones se realizaron en el Centro de Convenciones de Oregón, acondicionado especialmente para la ocasión con una pista de atletismo. Participaron 547 atletas de 148 federaciones afiliadas a la IAAF.

## Medallistas

### Masculino
| Evento                    | Oro                                                                                  | Plata                                                                  | Bronce                                                                                 |
| ------------------------- | ------------------------------------------------------------------------------------ | ---------------------------------------------------------------------- | -------------------------------------------------------------------------------------- |
| 60 m (18.03)              | Trayvon Bromell Estados Unidos 6,47 s                                                | Asafa Powell Jamaica 6,50 s                                            | Ramon Gittens Barbados 6,51 s                                                          |
| 400 m (19.03)             | Pavel Maslák · República Checa · 45,44                                               | Abdalelah Harun Catar 45,59                                            | Deon Lendore Trinidad y Tobago 46,17                                                   |
| 800 m (19.03)             | Boris Berian Estados Unidos 1:45,83                                                  | Antoine Gakeme Burundi 1:46,65                                         | Erik Sowinski Estados Unidos 1:47,22                                                   |
| 1500 m (20.03)            | Matthew Centrowitz Estados Unidos 3:44,22                                            | Jakub Holuša · República Checa · 3:44,30                               | Nicholas Willis Nueva Zelanda 3:44,37                                                  |
| 3000 m (20.03)            | Yomif Kejelcha Etiopía 7:57,21                                                       | Ryan Hill Estados Unidos 7:57,39                                       | Augustine Kiprono Choge Kenia 7:57,43                                                  |
| 60 m vallas (20.03)       | Omar McLeod Jamaica 7,41                                                             | Pascal Martinot-Lagarde Francia 7,46                                   | Dimitri Bascou Francia 7,48                                                            |
| Salto de altura (19.03)   | Gianmarco Tamberi · Italia · 2,36 m                                                  | Robert Grabarz Reino Unido 2,33 m                                      | Erik Kynard Estados Unidos 2,33 m                                                      |
| Salto con pértiga (17.03) | Renaud Lavillenie Francia 6,02                                                       | Sam Kendricks Estados Unidos 5,80                                      | Piotr Lisek · Polonia · 5,75                                                           |
| Salto de longitud (20.03) | Marquis Dendy Estados Unidos 8,26                                                    | Fabrice Lapierre Australia 8,25                                        | Huang Changzhou China 8,21                                                             |
| Triple salto (19.03)      | Dong Bin China 17,33                                                                 | Max Heß · Alemania · 17,14                                             | Benjamin Compaoré Francia 17,09                                                        |
| Peso (18.03)              | Tomas Walsh Nueva Zelanda 21,78                                                      | Andrei Gag · Rumania · 20,89                                           | Filip Mihaljević · Croacia · 20,87                                                     |
| 4 × 400 m (20.03)         | Estados Unidos Kyle Clemons Calvin Smith Christopher Giesting Vernon Norwood 3:02,45 | Bahamas Michael Mathieu Alonzo Russell Shavez Hart Chris Brown 3:04,75 | Trinidad y Tobago Jarrin Solomon Lalonde Gordon Ade Alleyne-Forte Deon Lendore 3:05,51 |
| Heptatlón (19.03)         | Ashton Eaton Estados Unidos 6480 pts.                                                | Olexi Kasianov · Ucrania · 6182 pts.                                   | Mathias Brugger · Alemania · 6126 pts.                                                 |

### Femenino
| Evento                    | Oro                                                                                 | Plata                                                                                       | Bronce                                                                                  |
| ------------------------- | ----------------------------------------------------------------------------------- | ------------------------------------------------------------------------------------------- | --------------------------------------------------------------------------------------- |
| 60 m (19.03)              | Barbara Pierre Estados Unidos 7,02 s                                                | Dafne Schippers · Países Bajos · 7,04 s                                                     | Elaine Thompson Jamaica 7,06 s                                                          |
| 400 m (19.03)             | Oluwakemi Adekoya Baréin 51,45                                                      | Ashley Spencer Estados Unidos 51,72                                                         | Quanera Hayes Estados Unidos 51,76                                                      |
| 800 m (20.03)             | Francine Niyonsaba Burundi 2:00,01                                                  | Ajeé Wilson Estados Unidos 2:00,27                                                          | Margaret Wambui Kenia 2:00,44                                                           |
| 1500 m (19.03)            | Sifan Hassan · Países Bajos · 4:04,96                                               | Dawit Seyaum Etiopía 4:05,30                                                                | Gudaf Tsegay Etiopía 4:05,71                                                            |
| 3000 m (20.03)            | Genzebe Dibaba Etiopía 8:47,43                                                      | Meseret Defar Etiopía 8:54,26                                                               | Shannon Rowbury Estados Unidos 8:55,55                                                  |
| 60 m vallas (18.03)       | Nia Ali Estados Unidos 7,81                                                         | Brianna Rollins Estados Unidos 7,82                                                         | Tiffany Porter Reino Unido 7,90                                                         |
| Salto de altura (20.03)   | Vashti Cunningham Estados Unidos 1,96 m                                             | Ruth Beitia · España · 1,96 m                                                               | Kamila Lićwinko · Polonia · 1,96 m                                                      |
| Salto con pértiga (17.03) | Jennifer Suhr Estados Unidos 4,90                                                   | Sandi Morris Estados Unidos 4,85                                                            | Ekaterini Stefanidi · Grecia · 4,80                                                     |
| Salto de longitud (18.03) | Brittney Reese Estados Unidos 7,22                                                  | Ivana Španović Serbia 7,07                                                                  | Lorraine Ugen Reino Unido 6,93                                                          |
| Triple salto (19.03)      | Yulimar Rojas · Venezuela · 14,41                                                   | Kristin Gierisch · Alemania · 14,30                                                         | Paraskeví Papajristu · Grecia · 14,15                                                   |
| Peso (19.03)              | Michelle Carter Estados Unidos 20,21                                                | Anita Márton · Hungría · 19,33                                                              | Valerie Adams Nueva Zelanda 19,25                                                       |
| 4 × 400 m (20.03)         | Estados Unidos Natasha Hastings Quanera Hayes Courtney Okolo Ashley Spencer 3:26,38 | Polonia · Ewelina Ptak · Małgorzata Hołub · Magdalena Gorzkowska · Justyna Święty · 3:31,15 | Rumania · Adelina Pastor · Elena Mirela Lavric · Andrea Miklós · Bianca Răzor · 3:31,51 |
| Pentatlón (18.03)         | Brianne Theisen-Eaton · Canadá · 4881 pts.                                          | Alina Fiodorova · Ucrania · 4770 pts.                                                       | Barbara Nwaba Estados Unidos 4661 pts.                                                  |

1. ↑  Descalificación por dopaje de la medallista de plata, la ucraniana Anastasiya Mojniuk.[4]

## Medallero
| Núm. | País              | Oro | Plata | Bronce | Total |
| ---- | ----------------- | --- | ----- | ------ | ----- |
| 1    | Estados Unidos    | 13  | 6     | 5      | 24    |
| 2    | Etiopía           | 2   | 2     | 1      | 5     |
| 3    | Francia           | 1   | 1     | 2      | 4     |
| 4    | Jamaica           | 1   | 1     | 1      | 3     |
| 5    | Burundi           | 1   | 1     | 0      | 2     |
| 5    | Países Bajos      | 1   | 1     | 0      | 2     |
| 5    | República Checa   | 1   | 1     | 0      | 2     |
| 8    | Nueva Zelanda     | 1   | 0     | 2      | 3     |
| 9    | China             | 1   | 0     | 1      | 2     |
| 10   | Baréin            | 1   | 0     | 0      | 1     |
| 10   | Canadá            | 1   | 0     | 0      | 1     |
| 10   | Italia            | 1   | 0     | 0      | 1     |
| 10   | Venezuela         | 1   | 0     | 0      | 1     |
| 14   | Alemania          | 0   | 2     | 1      | 3     |
| 15   | Ucrania           | 0   | 2     | 0      | 2     |
| 16   | Polonia           | 0   | 1     | 2      | 3     |
| 16   | Reino Unido       | 0   | 1     | 2      | 3     |
| 18   | Rumania           | 0   | 1     | 1      | 2     |
| 19   | Australia         | 0   | 1     | 0      | 1     |
| 19   | Bahamas           | 0   | 1     | 0      | 1     |
| 19   | Catar             | 0   | 1     | 0      | 1     |
| 19   | España            | 0   | 1     | 0      | 1     |
| 19   | Hungría           | 0   | 1     | 0      | 1     |
| 19   | Serbia            | 0   | 1     | 0      | 1     |
| 25   | Grecia            | 0   | 0     | 2      | 2     |
| 25   | Kenia             | 0   | 0     | 2      | 2     |
| 25   | Trinidad y Tobago | 0   | 0     | 2      | 2     |
| 28   | Barbados          | 0   | 0     | 1      | 1     |
| 28   | Croacia           | 0   | 0     | 1      | 1     |
|      | TOTAL             | 26  | 26    | 26     | 78    |